# Sandra Šarić
Sandra Šarić (n. 8 mai 1984, Senj, Lika-Senj, Croația) este o sportivă ce a reprezentat Croația, medaliată olimpică. A participat la 2 ediții ale Jocurilor Olimpice (2004, 2008) în care a câștigat o medalie de bronz.